# Apollonios l'Anachorète
Apollonios vivait au IVe siècle. Canonisé par l’Église orthodoxe, il est liturgiquement célébré le 21 janvier, date de son martyre.
Apollonios fut anachorète en Thébaïde. Mis en prison lors de la persécution de Dioclétien, en 311 dans la ville d'Artinoé, Apollonios fut emprisonné et, comme le veut la coutume dans les prisons orientales, il était visible aux yeux des passants : seuls les barreaux le séparaient de la foule.